# Pruisische Landdag

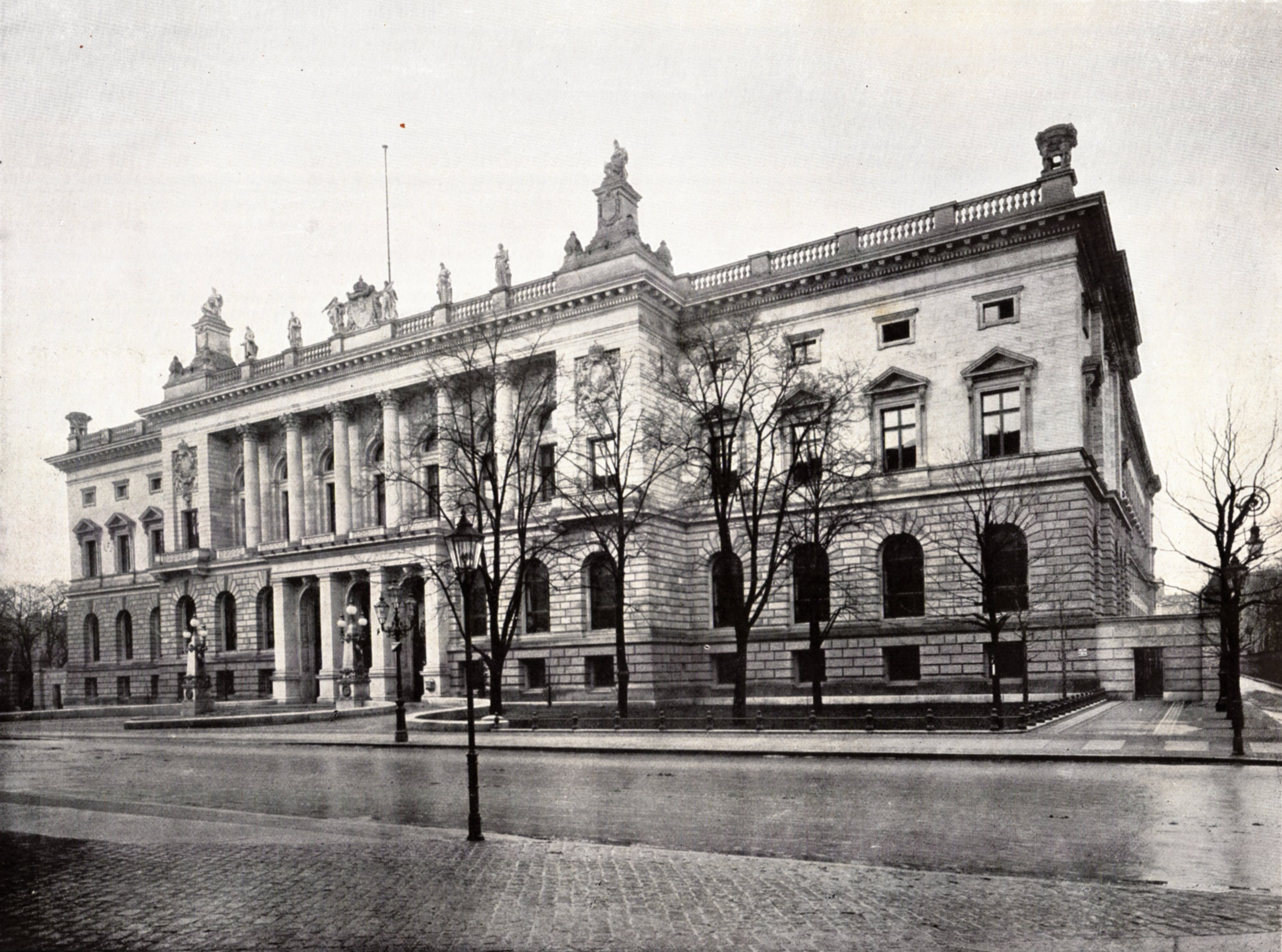
Foto van het Pruisische Huis van Afgevaardigden, ontworpen door de architect Friedrich Schulze, kort na de opening in 1900

De Pruisische Landdag (Duits: Preußischer Landtag), was van 1849 tot 1933 de benaming van het parlement van het voormalige Duitse bondsland Pruisen.

## Geschiedenis
Sinds de late middeleeuwen kende het gebied dat thans wordt aangeduid als Oud-Pruisen (Alt-Preußen), waaruit later het (keur)vorstendom Brandenburg en het koninkrijk Pruisen ontstonden, een landdag (Landtag). Deze Landdagen waren echter meer een soort van vergaderingen van geestelijken, edelen en vrije burgers en boeren die de landsvorst van advies konden dienen en slechts sporadisch bijeenkwamen.

### 1849-1918
Onder invloed van de Maartrevolutie van 1848 werden er in Pruisen verkiezingen gehouden voor een Pruisische Nationale Vergadering (Preußische Nationalversammlung). De Nationale Vergadering stelde een grondwet op voor het koninkrijk Pruisen. Deze grondwet voorzag in een tweekamerstelsel. Het parlement dat in 1849 de Nationale Vergadering verving kreeg de naam Pruisische Landdag. Het lagerhuis kreeg de naam Pruisisch Huis van Afgevaardigden (Preußisches Abgeordnetenhaus) en het hogerhuis kreeg de naam Pruisisch Herenhuis (Preußisches Herrenhaus).
Het Huis van Afgevaardigden werd tot aan de Novemberrevolutie van 1918 via het zogenaamde drieklassenkiesrecht gekozen. Dat wil zeggen dat de stemmen van mensen met hoog of behoorlijk inkomen, die vanzelfsprekend meer belasting betaalden, meer waarde hadden dan de stemmen van mensen met een laag inkomen. Via dit ondemocratische systeem werd het Huis van Afgevaardigden gedomineerd door rijke Pruisen, niet zelden behorende tot de adel of de bourgeoisie. Kiesrecht was er overigens alleen voor mannen ouder dan 24 jaar.
Het Herenhuis werd aanvankelijk ook door vermogende burgers gekozen. Grondwetsherzieningen in 1850 en in 1853 maakten hier echter een einde aan. Voortaan werden de leden door de koning van Pruisen benoemd. Later was lidmaatschap voor een aantal leden erfelijk. Naast veel edelen en industriëlen hadden ook burgemeesters (Oberbürgermeister) van grote steden zitting in het Herenhuis, evenals enkele academici. Omdat de leden benoemd werden door de koning was het Herenhuis een conservatieve aangelegenheid en hield belangrijke hervormingsvoorstellen tegen. Overigens blokkeerde ook het Huis van Afgevaardigden hervormingsvoorstellen. In 1917 en in 1918 blokkeerde het Huis van Afgevaardigden tot vijfmaal toe de kieshervormingsvoorstellen (nl. vervanging van het ongelijke drieklassenkiesrecht) van rijkskanselier Georg von Hertling (in diens functie van minister-president van Pruisen.

### 1918-1933

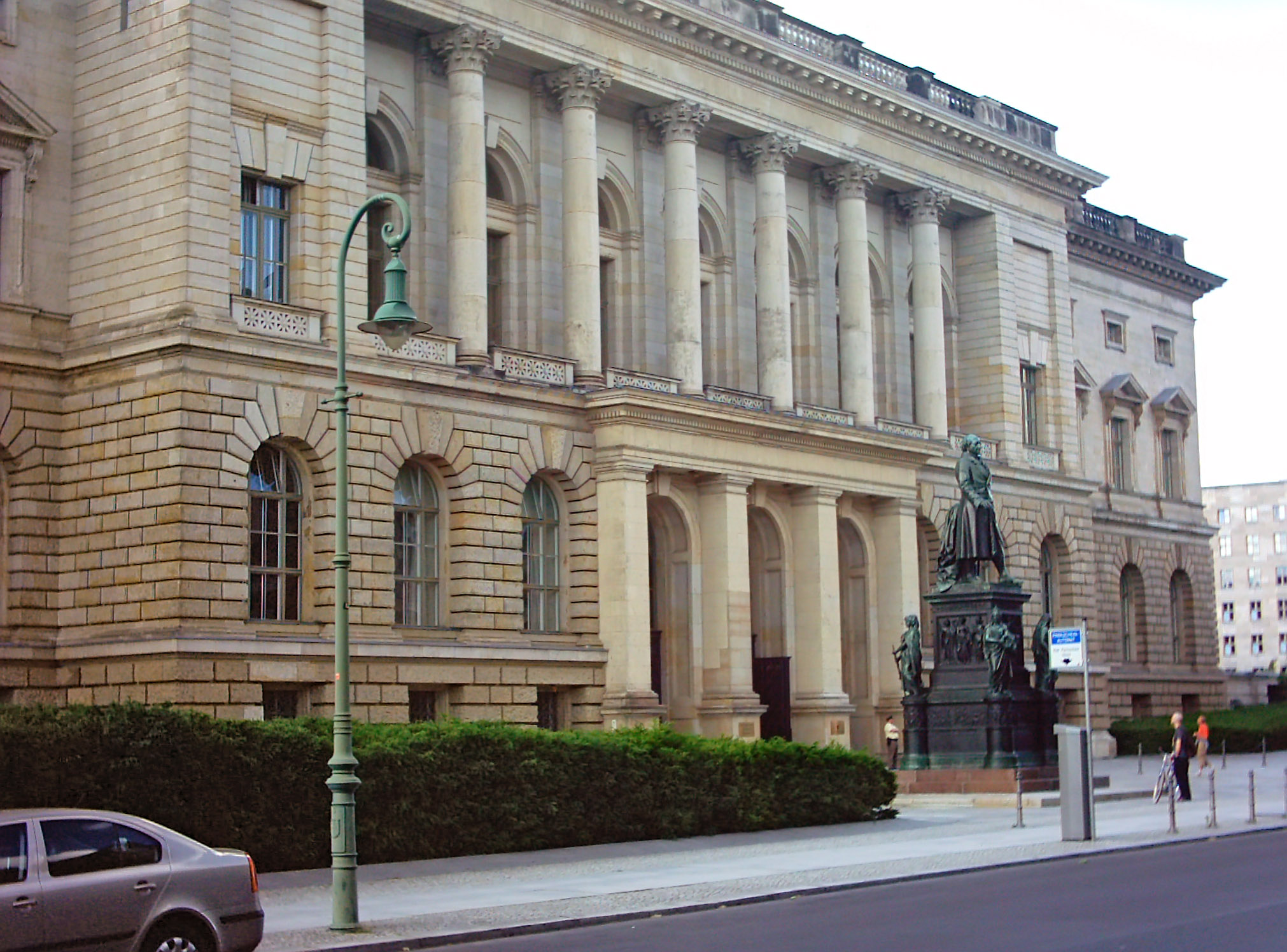
Het Abgeordnetenhaus werd in 1918 Preußischer Landtag. Sinds 1993 is het de zetel van het stadsparlement van Berlijn

De Novemberrevolutie van 1918 maakte niet alleen een einde aan de monarchie in Duitsland (en dus ook in Pruisen), maar ook aan de Pruisische Landdag monarchistische stijl. Kort na de Novemberrevolutie besloot de voorlopige regering van de vrijstaat Pruisen (Freistaat Preußen) tot het uitschrijven van verkiezingen voor een Grondwetgevende Pruisische Landsvergadering (Verfassungsgebende Preußische Landesversammlung). Op 26 januari 1919 werd de Grondwetgevende Vergadering voor het eerste via algemeen, enkelvoudig kiesrecht gekozen. Zowel mannen als vrouwen konden hun stem uitbrengen (passief kiesrecht vanaf 20 jaar, actief kiesrecht vanaf 25 jaar). De Sociaaldemocratische Partij van Duitsland (Sozialdemokratische Partei Deutschlands) en de rooms-katholieke Duitse Centrumpartij (Deutsche Zentrumspartei) wonnen de verkiezingen en drukten samen met de links-liberale Duitse Democratische Partij (Deutsche Demokratische Partei) hun stempel op de burgerlijk-democratische grondwet van de Vrijstaat Pruisen. De nieuwe grondwet voorzag in een eenkamerstelsel. Het eenkamerparlement kreeg de naam Pruisische Landdag.
Meestal werden de Landdagverkiezingen in Pruisen gewonnen door de centrumlinkse partijen (met uitzondering van 1921) en geregeerd door de zogenaamde Preußenkoalition ("Pruisische Coalitie") bestaande uit de SPD, ZENTRUM en DDP. Soms nam ook de centrumrechtse en monarchistische Duitse Volkspartij (Deutsche Volkspartei) deel aan de coalitie. Met korte onderbrekingen was de sociaaldemocratische voorman Otto Braun minister-president van Pruisen. Braun was niet alleen een overtuigd socialist en democraat, maar ook autoritair en paste perfect bij de Pruisische mentaliteit.

### Verkiezingsoverwinning van de NSDAP en de KPD in 1932
De Landdagverkiezingen van 24 april 1932 werden gewonnen door de Nationaalsocialistische Duitse Arbeiderspartij (Nationalsozialistische Deutsche Arbeiterpartei), 162 zetels, en de Communistische Partij van Duitsland (Kommunistische Partei Deutschlands), 57 zetels. Bij elkaar bezaten beide extreme partijen 219 van de 423 zetels in de Landdag, terwijl de overige partijen gezamenlijk 204 zetels bezaten. Even leek een coalitie van de NSDAP en KPD mogelijk, maar de partijen verschilden zo van elkaar dat dit niet doorging. De NSDAP hoopte op een regering van NSDAP, ZENTRUM en DNVP, maar dit bleek op veel verzet te stuiten binnen de Centrumpartij. Al die tijd bleef het kabinet-Braun demissionair aan. Op 20 juli 1932 pleegde rijkskanselier Franz von Papen in Pruisen een staatsgreep (de zogenaamde Preußenschlag) die een einde aan de democratie in Pruisen maakte en werd de invloed van de Landdag beperkt. Von Papen werd Rijkscommissaris van Pruisen en installeerde een kabinet bestaande uit vertrouwelingen.
Na de machtsovername van Hitler in januari 1933 besloot de Pruisische Landdag zichzelf op te heffen.

### Verkiezingsuitslagen 1919-1933
| Partij ↓           | 1919 | 1921 | 1924 | 1928 | 1932 | 1933  |
| ------------------ | ---- | ---- | ---- | ---- | ---- | ----- |
| NSDAP              | -    | -    | 11   | 6    | 162  | 211   |
| DVFP               | -    | -    | 11   | -    | -    | -     |
| WP                 | -    | 4    | 11   | 21   | -    | -     |
| DNVP               | 48   | 76   | 109  | 82   | 31   | 43    |
| DHP                | 2    | 11   | 6    | 4    | 1    | 2     |
| DVP                | 23   | 59   | 45   | 40   | 7    | 3     |
| DDP/DStP           | 65   | 26   | 27   | 21   | 2    | 3     |
| ZENTRUM            | 94   | 76   | 81   | 71   | 67   | 68    |
| SPD                | 145  | 109  | 114  | 137  | 94   | 80    |
| USPD               | 24   | 27   | -    | -    | -    | -     |
| KPD                | -    | 31   | 44   | 56   | 57   | [63]  |
| Overigen           | 1    | 2    | 2    | 10   | 2    | 3     |
| Totaal             | 402  | 441  | 450  | 450  | 423  | [476] |
| Bron: gonschior.de |      |      |      |      |      |       |

## Na de Tweede Wereldoorlog

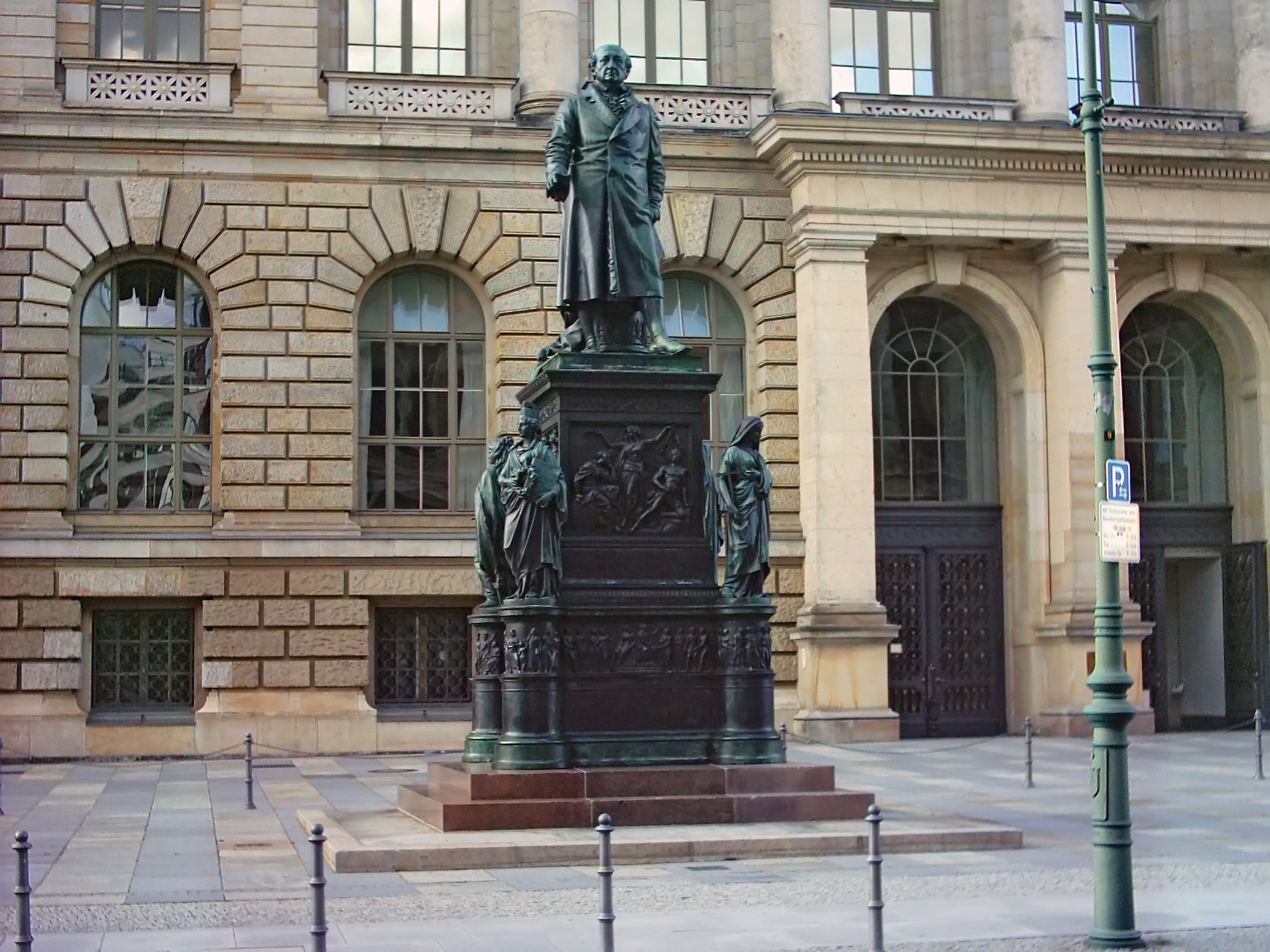
Standbeeld van Freiherr vom Stein voor de Preußischer Landtag

Na de Tweede Wereldoorlog werd de deelstaat Pruisen door de geallieerden opgeheven. Het gebouw waarin de Landdag was gevestigd, Preußischer Landtag genaamd, kwam in 1949 aan de Duitse Democratische Republiek (Oost-Duitsland). Het door de architect Friedrich Schulze in Italiaanse hoogrenaissancestijl ontworpen gebouw diende in de DDR van 1949 tot 1953 als zetel van de Ministerraad en was nadien zetel van de Staatsplanningcommissie en een van de Stasi-kantoren. Na de Duitse eenwording in 1990 werd de Preußischer Landtag gerenoveerd en op 29 april 1993 in gebruik genomen als zetel van het Huis van Afgevaardigden van Berlijn (Abgeordnetenhaus von Berlin).

## Lijst van voorzitters van de Landdag van 1921 tot 1933
| Persoon           | periode     | partij |
| ----------------- | ----------- | ------ |
| Robert Leinert    | 1921 - 1924 | SPD    |
| Friedrich Bartels | 1924 - 1932 | SPD    |
| Hanns Kerrl       | 1932 - 1933 | NSDAP  |